# すべてはこの夜に
「すべてはこの夜に」（すべてはこのよるに）は、佐野元春が作詞・作曲した楽曲である。
沢田研二に楽曲提供され、1984年発売の沢田のアルバム『NON POLICY』に収録された。2年後の1986年に吉川晃司がカバー・シングルを発売し、そのヒットにより吉川の曲としても広く知られるようになった。

## 総説
本楽曲は、佐野元春が沢田研二のために沢田の作品を全部聴きこんだ上で、当て書きしたものであった。佐野にとって沢田は、まだ自分が売れていない時期に楽曲提供という形で作品を発表する機会を作ってくれた、いわば恩人であった。一方、吉川晃司にとって沢田は当時、同じ事務所（渡辺プロダクション）に所属する先輩であった。事務所スタッフは、本楽曲を沢田が発表する前から「吉川に歌わせたい」と佐野に打診したが、佐野は「沢田が歌った後ならばいい」と返答し、沢田を差し置いて最初に発表することを許さなかった。
結局、本楽曲は沢田のアルバム『NON POLICY』（1984年6月5日発売）の収録曲として発表され、一方で当初予定していた吉川1枚目のアルバム『パラシュートが落ちた夏』（同年3月1日発売）への収録は見送られた。吉川のアルバムには代わって、同じく佐野が作り、沢田のアルバム『G.S.I LOVE YOU』（1980年発売）に収録されていた「I'M IN BLUE」のカバーが収録された。
その後、吉川による本楽曲のカバーは、シングルとして1986年に発売された。違いとして沢田のオリジナルがイ短調で歌っているのに対し、吉川は長2度下げてト短調となっている。

## 吉川晃司のシングル
吉川晃司の「すべてはこの夜に」は、1986年9月30日、9枚目のシングルとしてリリースされた。

### 吉川版解説
当シングルの発売を記念し、ファンクラブ会員のみの特典として、ジャケットに印字されている「koji」マークを葉書に貼りファンクラブ宛に送ると、もれなく本人直筆のイラストが描かれた特製ステッカーが貰えた。
カップリング曲「無口なmoonlight」のCD音源は、ソロ活動休止前の1988年12月に再発売された8センチCDでしか聴けず、長らく入手困難となっていたが、20周年記念ベスト・アルバム『BEST BEST BEST 1984-1988』（2005年）に初収録された。

### シングルのリリース履歴
| No. | 日付           | レーベル    | 規格      | 規格品番 | 最高順位 | 備考 |
| --- | -------------- | ----------- | --------- | -------- | -------- | ---- |
| 1   | 1986年1月1日   | SMSレコード | EP        | SM07-265 | 4位      |      |
| 2   | 1988年12月16日 | SMSレコード | 8センチCD | MD10-9   | -        |      |

### シングル収録曲
| #  | タイトル             | 作詞     | 作曲     | 編曲   | 時間 |
| -- | -------------------- | -------- | -------- | ------ | ---- |
| 1. | 「すべてはこの夜に」 | 佐野元春 | 佐野元春 | 西平彰 | 3:21 |
| 2. | 「無口なmoonlight」  | 安藤秀樹 | 羽田一郎 | 佐藤健 | 4:09 |

### 各曲の収録アルバム
- すべてはこの夜に
  - beat goes on（1988年）
  - ZERO（1988年）（ライブバージョンにて収録）
  - TOO MUCH LOVE（1992年）
  - Thank You（初回限定盤）（2004年）（ライブバージョンにて収録）
  - BEST BEST BEST 1984-1988（2005年）
  - SINGLES+（2014年）
- 無口なmoonlight
  - BEST BEST BEST 1984-1988（2005年）
  - B-SIDE+（2014年）

## その他のカバー
- 1983年 - 葉德嫻（香港） - アルバム『天天都相見』（広東語版「請勿騷擾」）